# جواز سفر منغولي
جواز السفر المنغولي هو وثيقة سفر تصدر للمواطنين المنغوليين بغرض السفر خارج البلاد. تصدر جوازات السفر المنغولية الجديدة من قبل وزارة الشؤون الخارجية في أولان باتور أو في السفارات المنغولية في جميع أنحاء العالم.
في العصور الوسطى، أصدرت الإمبراطورية المغولية جوازات سفر (بايزه) للمسؤولين والمبعوثين. في الوقت الحاضر، يجب على جميع المواطنين المنغوليين فور بلوغهم 16 سنة التسجيل والتقدم بطلب للحصول على جواز سفر المدني (الذي يسمى الآن بطاقة الهوية الوطنية) ويتم إصدار الجواز خلال 30 يوماً.

## انظر أيضا

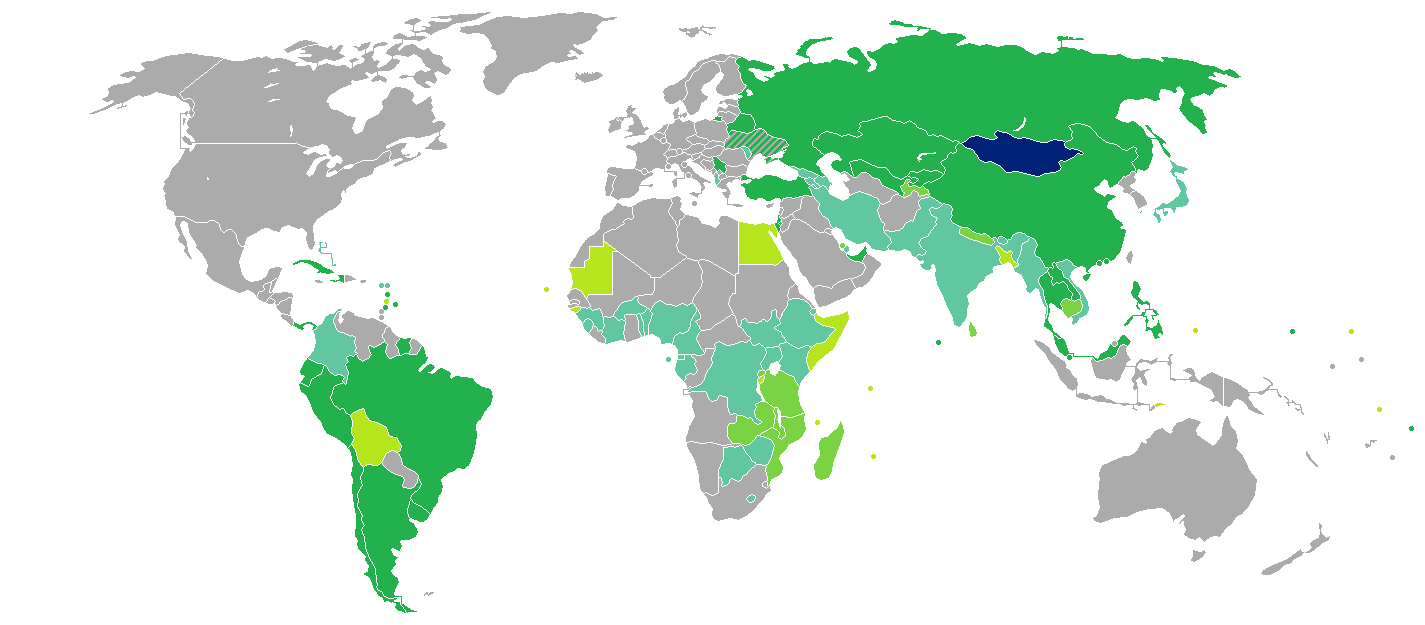
البلدان والأقاليم التي لا تفرض تأشيرة أو تطلب تأشيرة دخول عند الوصول للجهة، لحاملي جوازات السفر المنغولية العادية.